# Municipio de Jackson (condado de Randolph, Arkansas)
El municipio de Jackson (en inglés: Jackson Township) es un municipio ubicado en el condado de Randolph en el estado estadounidense de Arkansas. En el año 2010 tenía una población de 241 habitantes y una densidad poblacional de 5,25 personas por km².

## Geografía
El municipio de Jackson se encuentra ubicado en las coordenadas 36°25′3″N 91°5′13″O / 36.41750, -91.08694. Según la Oficina del Censo de los Estados Unidos, el municipio tiene una superficie total de 45.92 km², de la cual 45,76 km² corresponden a tierra firme y (0,33 %) 0,15 km² es agua.

## Demografía
Según el censo de 2010, había 241 personas residiendo en el municipio de Jackson. La densidad de población era de 5,25 hab./km². De los 241 habitantes, el municipio de Jackson estaba compuesto por el 94,19 % blancos, el 3,32 % eran afroamericanos, el 0,41 % eran asiáticos, el 2,07 % eran de otras razas. Del total de la población el 3,73 % eran hispanos o latinos de cualquier raza.